# Aegerosphecia
Aegerosphecia é um gênero de traça pertencente à família Brachodidae.